# 合齒魚亞目
合齒魚亞目是輻鰭魚綱仙女魚目的其中一亞目，其下分成3個科：
- 副仙女魚科（Paraulopidae）
- 仙女魚科（Aulopidae）
- 擬毛背魚科（Pseudotrichonotidae）
- 合齒魚科（Synodontidae）